# Hipopion
El término hipopion se utiliza en medicina para designar la existencia de leucocitos y fibrina en la cámara anterior del ojo, la mayor parte de las veces aséptico y que se debe a la reacción iridiana a las toxinas bacterianas. Generalmente se acompaña de inflamación periquerática  (ojo rojo) y secundario a úlceras de córnea. El origen más frecuente es un proceso infeccioso que afecta a la córnea (queratitis) , a la parte anterior de la uvea (uveítis anterior) o a todo el interior del ojo (endoftalmitis). A veces se asocia al Síndrome de Behcet. 
Cuando se observa el globo ocular de un paciente con hipopion, se aprecia la presencia de leucocitos y fibrina que se acumula en la parte inferior de la cámara anterior por efecto de la gravedad. Este fenómeno desaparece cuando el enfermo cambia de posición y se coloca en decúbito dorsal. Si al aparecer hipopion, no hay dolor pero si iritis o iridociclitis, se pensaría en un hipópion estéril, habría que explorar bien el ojo y comprobar que no exista uveítis.
- Datos: Q1638140
- Multimedia: Hypopyon / Q1638140